# جامعة ماكماستر
جامعة ماكماستر (بالإنجليزية: McMaster University)‏ جامعة كندية تأسست عام 1887م تقع في مدينة هاميلتون بمقاطعة أونتاريو.

## وصلات خارجية
- موقع جامعة ماكماستر.